# 포곤 슈체친

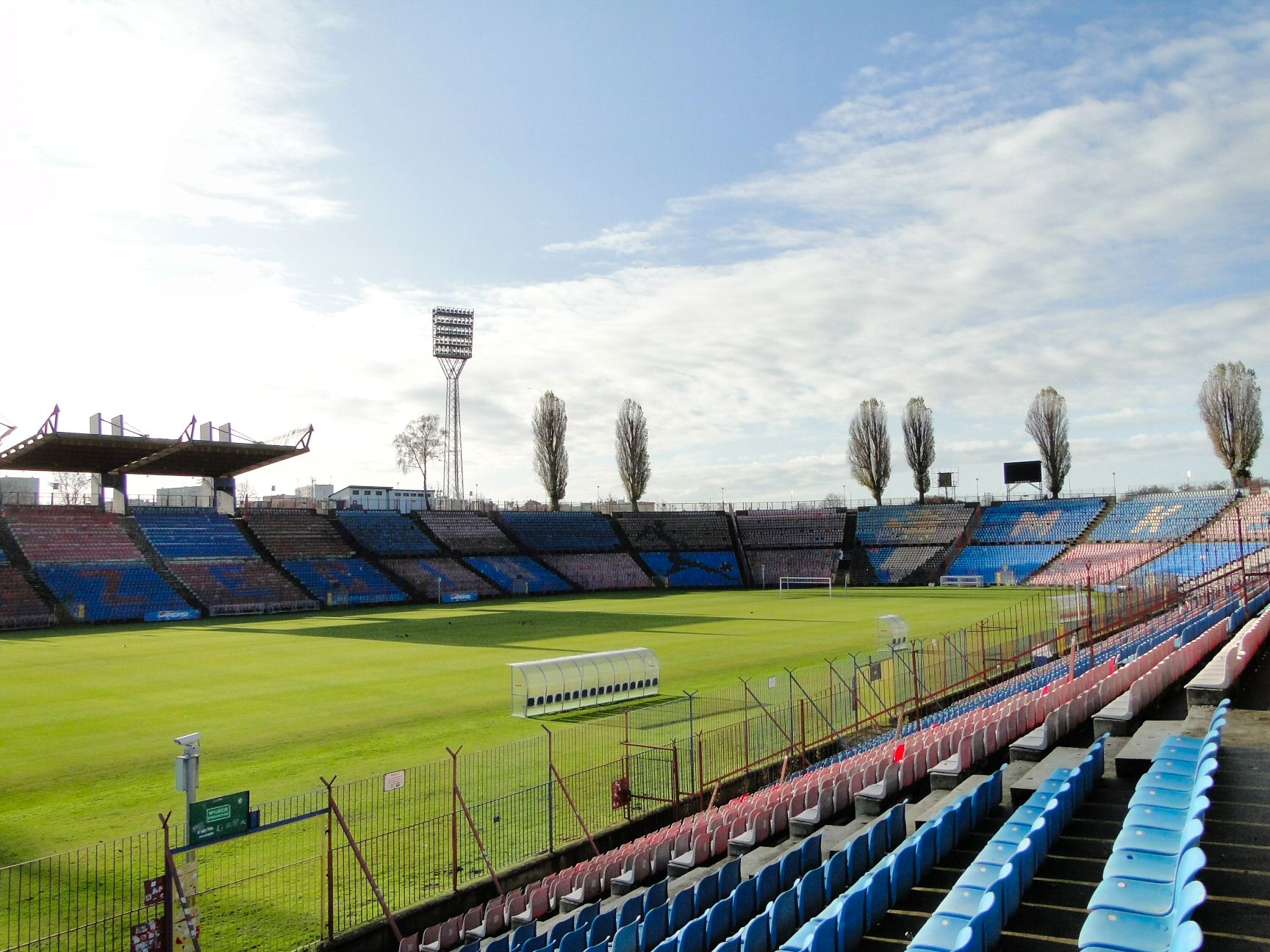
스타디온 플로리안 크리기에르

포곤 슈체친(폴란드어: Pogoń Szczecin)는 폴란드 슈체친을 연고로 하는 축구 클럽이다. 2012-13 시즌에서 엑스트라클라사에 참가하고 있다.
1904년 르부프(Lwów, 현재의 우크라이나 르비우)에서 설립된 축구 클럽인 포곤 르부프(Pogoń Lwów)가 클럽의 전신이다. 1945년 폴란드 동부 영토가 소비에트 연방에 병합되면서 많은 폴란드인이 서부로 이주했고 1948년 리비우에서 이주한 옛 포곤 르부프 서포터들을 중심으로 축구 클럽이 설립되면서 오늘에 이른다.

## 성적

### 폴란드 국내 대회
- 엑스트라클라사:
  - 우승 0회 (-),
  - 준우승 2회 (1986/87, 2000/01 )
- 폴란드 컵:
  - 우승 0회 (-),
  - 준우승 3회 (1980/81, 1981/82, 2009/10 )

### 역대

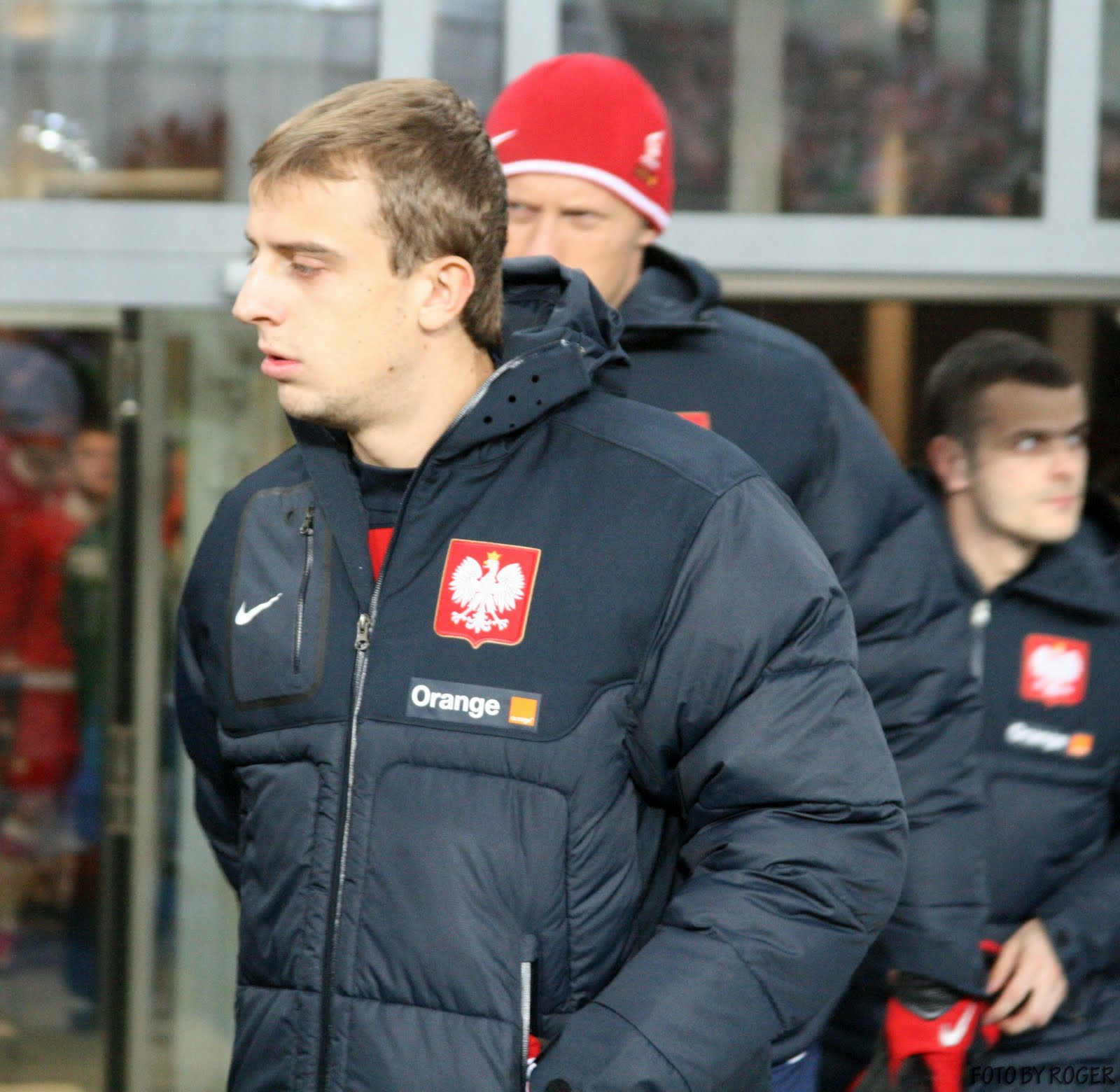
카밀 그로시츠키

## 선수단

### 현재 소속 선수
2016년 4월 6일 기준
- 현재 소속 선수

참고: FIFA 자격 규정에 따라 소속된 국가대표팀 국기를 표시합니다. 선수는 복수의 FIFA 비회원국 국적을 가지고 있을 수 있습니다.
| 번호 | 포지션 | 국적 | 이름            |
| ---- | ------ | ---- | --------------- |
| 6    | DF     |      | 루이장          |
| 11   | MF     |      | 카밀 그로시츠키 |

| 번호 | 포지션 | 국적 | 이름 |
| ---- | ------ | ---- | ---- |